# Mord, mina herrar
Mord, mina herrar (eng: Burke's Law) är en amerikansk kriminalserie från 1994-1995 med Gene Barry och Peter Barton i huvudrollerna som Amos Burke och hans son Peter. Serien är en uppföljare till serien med samma namn som sändes 1963-1966, Gene Barry repriserar här sin roll som miljonären och polisen Amos Burke. Flera av gästskådespelarna var Barrys kollegor från andra polisserier från 1960-talet, däribland Patrick Macnee (The Avengers), Peter Lupus (På farligt uppdrag) och Efrem Zimbalist, Jr. (77 Sunset Strip och The F.B.I.). Serien sändes på TV4 i Sverige 1994-1995.

## Handling
Den välbärgade och belevade Amos Burke är chef för en mordrotel i Los Angeles, som med hjälp av sin son Peter arbetar med att lösa olika spännande fall. Titeln "Burkes law" är en parodi på "Murphys lag". Amos Burke anser att en olöslig mordgåta ej finns.

## Rollista i urval
- Gene Barry - Amos Burke
- Peter Barton - Peter Burke
- Danny Kamekona - Henry
- Bever-Leigh Banfield - Lily Morgan
- Dom DeLuise - Vinnie Piatte

## Gästskådespelare i urval
Shirley Jones, Hunter Tylo, Michelle Phillips, George Segal, Grant Show, Greg Evigan, Robert Goulet, James Eckhouse, Robert Guillaume, David Leisure, Catherine Hicks, Loretta Swit, Melissa Sue Anderson, Jennifer Aniston, John Astin, Stephanie Beacham,  Milton Berle, Tom Bosley, James Brolin, Morgan Fairchild, Corey Feldman, Eva Gabor, Elliott Gould, Mark Hamill, Ken Kercheval, Don Knotts, Gavin MacLeod, Roddy McDowall, Ed McMahon, Tracy Nelson, Denise Richards, Tori Spelling, Parker Stevenson, Dick Van Patten, Efrem Zimbalist, Jr., June Allyson, Frankie Avalon, Gary Burghoff, Cyd Charisse, Jeff Conaway, Marcia Cross, Peter Graves, Margot Kidder, Tawny Kitaen, Charles Shaughnessy, Doris Roberts, Lyle Waggoner, Adam West, Rita Moreno, Pat Morita och Robert Vaughn.